# 萱野重通
萱野 重通（かやの しげみち、寛文6年（1666年） - 宝暦7年6月28日（1757年8月12日））は、江戸時代前期から中期にかけての武士。旗本大島家家老。通称は利右衛門（りえもん）。

## 生涯
寛文6年（1666年）、大島家家老・萱野重利の長男として誕生。弟に萱野七之助（13歳で夭折）、萱野重実（赤穂藩士）、姉2人、妹1人がいる。
元禄12年（1699年）に主君・大島義也が長崎奉行となった際には同道して長崎へ赴いている。
宝暦7年（1757年）6月28日に死去。享年92。家督は長男の萱野公通が継いだ。